# 蕭孝友
蕭孝友（しょう こうゆう、991年 - 1063年）は、遼（契丹）の外戚。字は撻不衍。小字は陳留。欽哀蕭皇后の弟にあたる。

## 経歴
蕭陶瑰の子として生まれた。開泰初年、外戚として任用され、小将軍の位を受けた。太平元年（1021年）、大冊の礼において、左武衛大将軍・検校太保の位を加えられ、孝友の名を賜った。
重熙元年（1032年）、西北路招討使に累進し、蘭陵郡王に封じられた。重熙8年（1039年）、陳王に進んだ。重熙10年（1041年）、中書令の位を加えられ、効節宣庸定遠功臣の称号を賜り、呉王に改封された。後に兄の蕭孝穆・蕭孝誠を葬ると、京師に帰還して南院枢密使となり、翊聖協穆保義功臣の称号を賜り、趙王に進み、中書令に任じられた。母の喪のために辞職したが、重熙15年（1046年）に北府宰相として復帰した。
重熙18年（1049年）、西夏遠征に参加して、弟の枢密使蕭恵とともに敗戦の責を問われたが、欽哀太后のとりなしで許された。重熙19年（1050年）、東京留守となり、燕王に徒封された。上京留守に転じ、さらに秦王に進んだ。
清寧元年（1055年）、尚父の位を加えられた。しばらくしてまた東京留守となった。清寧2年（1056年）、再び北府宰相となった。洛京留守に遙任され、さらに純徳功臣の称号を賜った。後に致仕すると、豊国王に封じられた。
清寧9年（1063年）、子の蕭胡睹が耶律重元を立てて反乱を起こすと、孝友も連座して処刑された。享年は73。

## 伝記資料
- 『遼史』巻87 列伝第17